# Silver Strikers FC
Silver Strikers Football Club w skrócie Silver Strikers FC – malawijski klub piłkarski grający w pierwszej lidze malawijskiej, mający siedzibę w mieście Lilongwe.

## Sukcesy
- I liga[2]:
  - mistrzostwo (9): 1993, 1994, 1996, 2008, 2009-10, 2011/2012, 2012/2013, 2013/2014, 2024.

- Puchar Malawi[3]:
  - zwycięstwo (2): 2007, 2014.

## Występy w afrykańskich pucharach
| Sezon     | Rozgrywki                 | Runda   | Kraj    | Klub                 | Dom | Wyjazd | Dwumecz      |
| --------- | ------------------------- | ------- | ------- | -------------------- | --- | ------ | ------------ |
| 1993      | Puchar Zdobywców Pucharów | wstępna | Lesotho | Arsenal Maseru       | 0–2 | 1–2    | 1–4          |
| 2018/2019 | Puchar Konfederacji       | wstępna | Gabon   | Cercle Mbéri Sportif | 1–0 | 0–1    | 1–1 (k. 3–4) |

## Stadion
Domowe mecze klub rozgrywa na stadionie o nazwie Silver Stadium w Lilongwe. Stadion może pomieścić 20000 widzów.